# Julian Przyboś

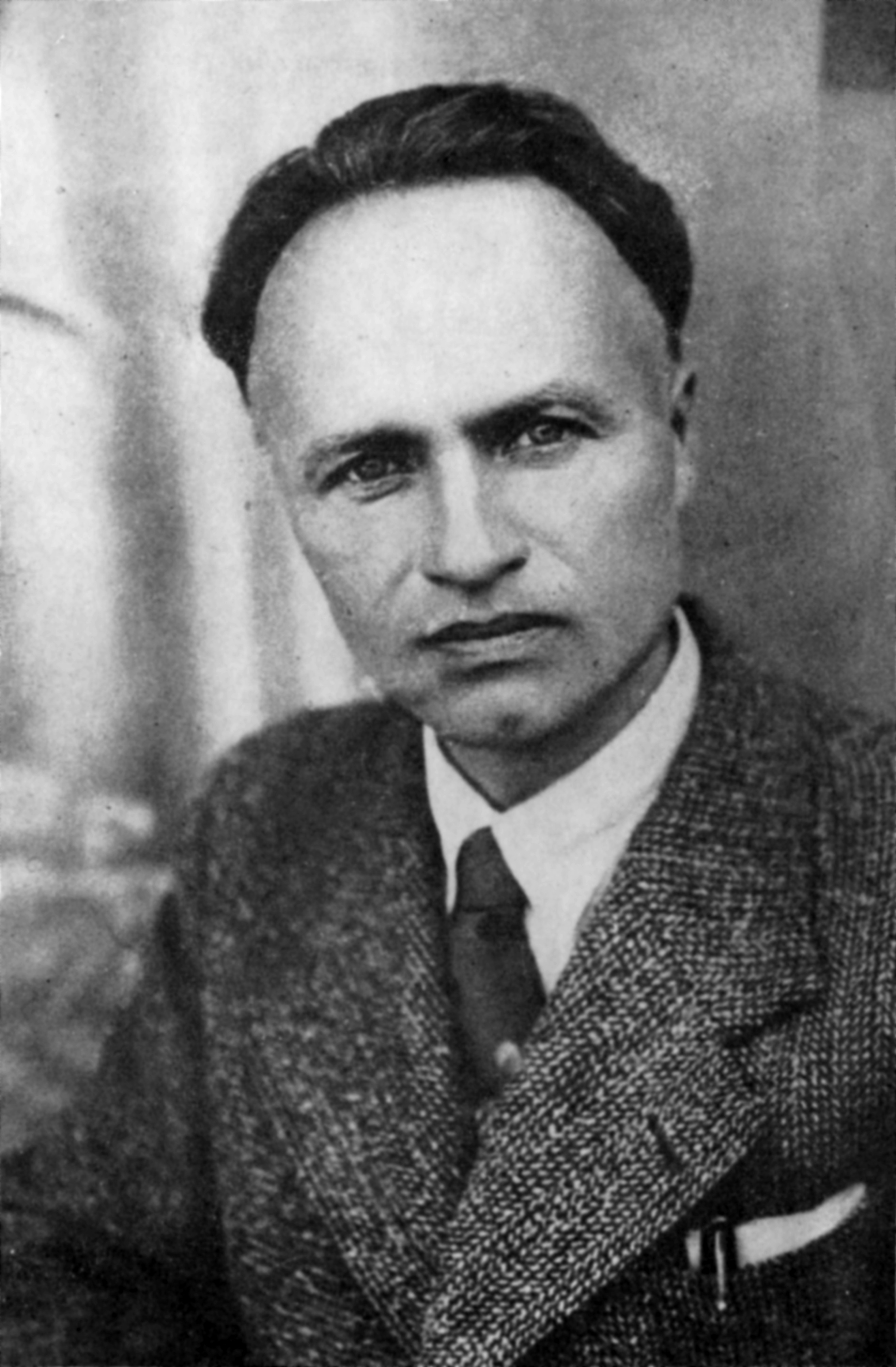
Julian Przyboś

Julian Przyboś (* 5. März 1901 in Gwoźnica Dolna/Powiat Strzyżowski; † 6. Oktober 1970 in Warschau) war ein polnischer Lyriker der Krakauer Avantgarde, Essayist und Übersetzer.

## Leben
Przyboś wurde 1901 in eine Bauernfamilie in dem südpolnischen Dorf Gwoźnica Dolna geboren, seit 1912 besuchte er das Gymnasium in Rzeszów. Nach dem Ersten Weltkrieg und dem Polnisch-Sowjetischen Krieg studierte er ab 1920 Polonistik in Krakau, wo er Anschluss an die Krakauer Avantgarde um Tadeusz Peiper, den Herausgeber der Zeitschriften Zwrotnica (dt. Die Weiche) und Linia (dt. Die Linie), fand. Seit 1923 war er als Gymnasiallehrer in Sokal (1923–1925), in Chrzanów (1925–1927) und schließlich in Teschen (1927–1939) tätig. Erst ein Stipendium und dann wiederholte Reisen führte ihn in den Jahren 1937 bis 1939 aus der Provinz nach Paris und Italien, wo er Gelegenheit hatte, sich mit westeuropäischer Kunst und Architektur zu beschäftigen. Den Zweiten Weltkrieg verbrachte er zunächst in Lemberg, wurde von der Gestapo kurzzeitig verhaftet und  hielt sich später in seinem karpatischen Heimatdorf versteckt. Zum Ende des Krieges trat er der polnischen Arbeiterpartei PPR bei, ohne jedoch in politischen Ämtern aufzugehen, die ihm angetragen worden waren: In den Jahren 1947 bis 1951 war er Botschafter der Volksrepublik Polen in der Schweiz (Bern). Nach seiner Rückkehr aus Bern war er u. a. Direktor der Jagiellonen-Bibliothek in Krakau, arbeitete an der Kunst-Zeitung Przegląd Kulturalny (Warschau) mit und war Stellvertretender Vorsitzender des polnischen PEN.

## Werk
Seine ersten Gedichte schrieb Przyboś während des Ersten Weltkriegs und begann in den 1920er-Jahren regelmäßig in Zeitschriften und Almanachen zu publizieren. Dann erschienen bald auch eigene Gedichtbände – zunächst im Selbstverlag –, die sich nicht nur sprachlich, sondern auch typographisch abhoben und ein Gesamtkunstwerk von Text und Bild schufen. Die Gedichte und Manifeste der 1920er Jahre waren von der Technikbegeisterung des Bauernsohnes geprägt, schlossen sich damit aber auch den westeuropäischen Avantgarde-Bewegungen an – Verse wie „Ich liege von Funken besprüht auf dem Rasen“ (aus: Der Augenblick, Übers. v. Christoph Ferber) und Metaphern, die dem Bereich des Technischen entlehnt sind („Eisenbeton“, „Zahnradkraft“) zeugen davon. Er gilt als Konstruktivist, der gegen alle zeitgenössischen polnischen Literaturformen anschrieb und sich von Abstrakter Kunst und Surrealismus beeinflussen ließ. Trotz aller gerade Polen heimsuchenden Katastrophen des 20. Jahrhunderts blieb er einem Optimismus verschrieben, der vom Aufbruch in eine neue Zeit gekennzeichnet ist.
Bereits 1945 wurde er zusammen mit Czesław Miłosz zur Spitzengruppe der zeitgenössischen Lyriker gerechnet. Mag er auch ein wenig im Schatten des bereits Genannten sowie von Wisława Szymborska, Zbigniew Herbert und Tadeusz Różewicz, den bedeutendsten polnischen Dichtern des 20. Jahrhunderts, stehen, gilt es ihn vor allem im deutschsprachigen Raum noch (wieder-)zuentdecken.
Seit seinem ersten Gedichtband Śruby (dt. Schrauben, 1925) bis zu seinem Tod 1970 erschienen 15 Bücher von Przyboś. Auf Deutsch sind seine Gedichte meist in Sammelbänden mit polnischer Lyrik erschienen. Erst 1963 erschien ein Auswahlband mit von Karl Dedecius übersetzten Gedichten bei Langewiesche-Brandt. Später folgten Werkzeug aus Licht (Suhrkamp 1978) sowie die Auswahlbände bei Damnitz (München 1979) und in der Reihe Poesiealbum im Verlag Neues Leben (Berlin 1979). Die letzte Veröffentlichung datiert aus dem Jahr 1990 (Poesie und Poetik im Suhrkamp Verlag).